# Вулиця Кибальчича (Житомир)
Вулиця Кибальчича — вулиця в Житомирі, в житловому масиві в мікрорайону «Східний»

## Історія
Вулиця спочатку називалась вулицею Космонавтів але згодом з'явилась вулиця Кибальчича.